# Лајза Лапира
Лајза Лапира (енгл. Liza Lapira; Квинс, 3. децембар 1981)   је америчка глумица. Глумила је Кијану у филму 21 из 2008. године, специјалну агентицу Мишел Ли у процедуралној серији Морнарички истражитељи и Ајви, помоћницу Тофера Бринка у Кући за лутке. Лапира је такође играла у краткотрајним ситкомима Семафор, Не веруј комшиници из стана 23 итд.

## Лични живот
Лапира је рођен у Квинсу. Она је филипинског  порекла.
У Њујорку је глумила у позоришту и у независним филмовима. Преселила се у Лос Анђелес 2004. године да би радила на телевизији.  Лапира сваке јесени учествује у добротворном триатлону Дечје болнице у Лос Анђелесу у Малибуу. Тренутно ради у Харлему, док живи на источној обали. 

## Каријера

### Позориште
Лапирине сценске улоге у Њујорку укључују Како вам драго, Школа за жене, Одисеја итд. Недавно је играла Сузан у представи Пикасо у Лапен Ажилу.  

### Филм
Ране филмске заслуге укључују Домино редитеља Тонија Скота и независни играни филм The Big Bad Swim, који је премијерно приказан на Трајбека филмском фестивалу 2006. године. Лапира се појавила у филму Џеј-Џеј Абрамс из 2008. Кловерфилд као Хедер, а такође се појавила у Табела за три и 21. Године 2009. играла је агентицу Софи Трин у филму Паклене улице 4 поред Пола Вокера. Глумила је Лиз, Ханину пријатељицу оштрог језика (Ема Стоун) у филму Та луда љубав. Она ће играти у Пиксаровом филму У мојој глави 2, заменивши Минди Калинг.

### Телевизија
Лапирина прва велика улога била је редовно место у серији Хаф. Лапира је глумила неуронаучника Ајви у обе сезоне серије Куће за лутке Џоса Ведона.
Њене ТВ улоге укључују понављајуће улоге у серијама Декстер, Ургентни центар, Манк, Увод у анатомију, Ред и закон: Одељење за специјалне жртве, Секс и град и Породица Сопрано.
Лапира је имао редовне улоге као: агент Мишел Ли у серији Морнарички истражитељи, Робин у Не веруј комшиници из стана 23, детектив Џекокс у Бетл Крику, Лесли Барет у Водичу за преживљавање живота Купера Барета и др. 
Године 2020, Лапира је добила главну улогу у поновном покретању серије Праведница. 

## Филмографија
| Година | Наслов          |
| ------ | --------------- |
| 2008   | Кловерфилд      |
| 2008   | 21              |
| 2009   | Паклене улице 4 |
| 2011   | Та луда љубав   |
| 2017   | Све што желим   |
| 2024   | У мојој глави 2 |

| Година    | Наслов                                   |
| --------- | ---------------------------------------- |
| 1999      | Ред и закон: Одељење за специјалне жртве |
| 2001      | Ред и закон                              |
| 2001      | Ред и закон: Одељење за специјалне жртве |
| 2003      | Секс и град                              |
| 2004      | Породица Сопрано                         |
| 2004–2006 | Хаф                                      |
| 2006–2008 | Морнарички истражитељи                   |
| 2006      | Увод у анатомију                         |
| 2007      | Ред и закон: Одељење за специјалне жртве |
| 2007      | Манк                                     |
| 2008      | Ургентни центар                          |
| 2008      | Декстер                                  |
| 2012      | Фрикови                                  |
| 2012–2013 | Не веруј комшиници из стана 23           |
| 2014      | Плава крв                                |
| 2014      | Моћ                                      |
| 2018      | Животињско краљевство                    |
| 2019      | Морнарички истражитељи: Њу Орлеанс       |